# Beaconsfield, New South Wales
Beaconsfield este o suburbie în Sydney, Australia.